# Сабитов, Рамиль Абдулахатович
Рамиль Абдулахатович Сабитов (тат. Рамил Габделәхәт улы Сабитов;; род. 17 августа 1960) — российский актёр театра и кино, кинорежиссёр и продюсер.

## Карьера
По национальности татарин.[значимость факта?] Детство прошло в Ульяновске и Набережных Челнах. После трёх попыток поступления в столичные театральные вузы, поступил на курс С. В. Розова Ярославского театрального училища. Оказавшись без работы после окончания училища в 1987 году, приехал в Киев, но не смог трудоустроиться ни в театрах, ни на киностудии. Отметился лишь эпизодической ролью у Юрия Ильенко в историческом фильме «Соломенные колокола».
Из Киева переехал в Калинин. После нескольких месяцев работы монтировщиком, получил место в труппе местного ТЮЗа. Вскоре отправился в Москву, где поступил в ГИТИС на режиссёрский курс к Анатолию Васильеву, параллельно играл в его театре «Школа драматического искусства». В театре «Школа драматического искусства» проработал девять лет, при этом много гастролировал со спектаклями, в том числе за рубежом (в Японии, Швейцарии, Германии, Польше).
Уйдя из театра, Рамиль Сабитов работал вторым режиссёром у Григория Константинопольского. Получив опыт на съёмках видеоклипов и рекламных роликов, Сабитов начал самостоятельно снимать документальные фильмы. Среди его режиссёрских работ конца 1990-х—начала 2000-х документальные фильмы «30 лет „Машине времени“», «Неизвестный Утёсов», «Его Величество Тренер», «СССР-Канада. 30 лет спустя», «Ночная Москва», «Московские немцы: 4 века с Россией».
Помимо съёмок документального кино Рамиль Сабитов также снимается в кино. Основным амплуа актёра являются отрицательные роли в боевиках: Ваха в сериале «Дальнобойщики», Сухих в сериале «Лучший город Земли», Венер в криминальной драме «Кармен», Халиф в боевике «Боец», Касым в драме «Кожа саламандры», Хасан в боевике «Личный номер».
В 2010 году Сабитов в качестве режиссёра поставил моноспектакль по стихам Саши Чёрного, демонстрировавшийся на телеканале РТР. В 2011 году вышел детективный боевик Сабитова «Объявлен в розыск», главные роли в котором исполнили Олег Морозов, Олег Охотниченко и Никита Зверев, с которым они встречались на площадке сериала «Русский перевод». Сам Рамиль Сабитов сыграл в своём фильме небольшую роль киллера.
В 2011 году Сабитов снял молодёжный сериал «Физика или химия» (по мотивам испанского молодёжного сериала «Fisica o quimica»).
В 2016 году был удостоен премии «Золотой орёл» в номинации «Лучший телевизионный сериал (более 10 серий)» как сорежиссёр телесериала «Екатерина».

## Творчество

### Ролив кино
- 1987 — Соломенные колокола
- 1992 — Дюба-дюба — татарин
- 1999 — 8 1/2 долларов — Рома
- 2001 — Дальнобойщики — Ваха
- 2003 — Кармен — Венер
- 2003 — Лучший город Земли — Сухих
- 2004 — Боец — Тагир Арсенов («Халиф»)
- 2004 — Кожа саламандры — Касым
- 2004 — Похитители книг — Роберт
- 2004 — Личный номер — Хасан, главарь боевиков, захвативших цирк
- 2005 — Попса — ведущий «лохотрона»
- 2005 — Тайная стража — Дадашев-младший
- 2005 — Бухта Филиппа — Ренат
- 2006 — Охота на пиранью — Ибрагим
- 2006 — С Дона выдачи нет — следователь
- 2006 — Тюрьма особого назначения — «Кочан», наркодилер
- 2006 — Русский перевод — Сандибад
- 2006 — Сделка — Михаил
- 2007 — Русский треугольник — Муса
- 2007 — Частный заказ — Хика
- 2007 — 07-й меняет курс — Азиз
- 2007 — Застава — Надир-шах
- 2007 — Формула стихии — Костян
- 2007 — 2011 — Час Волкова — Камиль Мансуров
- 2008 — Апостол — курсант Мамедов
- 2008 — Боец. Рождение легенды — халиф
- 2008 — Домовой — Виталий
- 2008 — Егорино горе — Пафнутий
- 2008 — Фотограф — Саидов
- 2009 — Грязная работа — Руфик Михайлович
- 2009 — Хозяйка тайги — Хасан
- 2009 — Предлагаемые обстоятельства — Роман, водитель
- 2009 — Террористка Иванова — Кирим Тулегенов
- 2010 — Кандагар — Адель
- 2010 — Объявлен в розыск — киллер
- 2010 — Близкий враг — Амир
- 2010 — Всё ради тебя — Ренат Хакимов
- 2010 — На ощупь — главный бандит
- 2011 — Борис Годунов — Пушкин
- 2011 — Вендетта по-русски — Фарад Батыров
- 2011 — Товарищи полицейские (серия № 28 «Сказки о любви») — Мурат, мошенник
- 2011 — Откройте, это я — Ваго, бомж, помощник главного героя
- 2012 — Топтуны — Карен, криминальный авторитет
- 2013 — Кукушечка — Хасан
- 2013 — Пока ещё жива — Амир
- 2013 — Ловушка — Теймураз Багашвили
- 2013 — Вечная сказка — хозяин ресторана
- 2014 — Дружба народов — Мурат Абуев, двоюродный брат Джабраила Муслимова, бизнесмен, бандит
- 2014 — Тайный город — Алир Кумар
- 2015 — Большие деньги — Рауф
- 2017 — Крепость Бадабер — Амир, афганский «золотарь»
- 2018 — Золотая Орда — хан Берке
- 2018 — Зулейха открывает глаза — Муртаза, муж Зулейхи
- 2018 — Операция «Мухаббат» — Халик
- 2019 — И это всё Роберт — Хан
- 2019 — Не приходи ко мне во сне — Хмелевский
- 2019 — Имам Шамиль. Осада Ахульго
- 2020 — Распутье — Хасан
- 2020 — Волк — криминальный авторитет
- 2020 — Под прикрытием — «Шрам»
- 2021 — По ту сторону смерти (2 сезон) —  "Монгол", Юрий Мизгирев
- 2021 — Собор ― Цыган
- 2021 — Сергий против нечисти — прораб
- 2022 — Художник — Бахти Шишков
- 2022 — Сердце Пармы — шибан Афкульский Мансур
- 2023 —  Сержант 2 — полковник КНБ Казахстана
- 2024 — 10 дней до весны — Ильяс Искандерович

### Режиссёрские работы
- 2007 — 2011 — Час Волкова
- 2010 — 2011 — Объявлен в розыск
- 2011 — Физика или химия
- 2013 — 2016 —Цыганское счастье
- 2014 — 2015 — Барби и медведь
- 2014 — Екатерина (совместно с Александром Барановым)
- 2020 — Небеса подождут